# La valla
La valla é uma série distópica espanhola produzida pela Atresmedia em colaboração com a Good Mood Productions para a Antena 3. Estrelou Olivia Molina, Unax Ugalde, Ángela Molina, Abel Folk e Eleonora Wexler. Foi apresentado no Atresplayer Premium a 19 de Janeiro de 2020 e estreou na Antena 3 a 10 de Setembro de 2020. Além disso, um dia após a sua emissão, Netflix estreia o episódio. Em Portugal, a série foi exibida na SIC Mulher.

## Sinopse
Esta série é ambientada em Espanha em 2045. Estamos perante uma grave escassez de recursos naturais, que levou os Estados a tornarem-se regimes ditatoriais, que prometeram à população a sobrevivência de todos os cidadãos. No decorrer da série, uma das razões pelas quais a Espanha é uma ditadura foi revelada: teve lugar uma Terceira Guerra Mundial em que foram utilizadas armas letais, como as armas nucleares, como se pode ver nas paisagens devastadas que aparecem no ecrã, especificamente na cidade de Madrid, que é onde o enredo tem lugar.
Como o país está sob o domínio autocrático, a vida rural torna-se relativamente impossível, trazendo assim o seu núcleo para o centro da cidade, que está dividido em duas partes fortemente fechadas: o Sector 1, que é a parte do governo e da população no poder; e o Sector 2, que é a parte do resto da população (classes média e baixa). A única maneira de passar de um lado da cidade para o outro é atravessar a "cerca" que separa os dois sectores, a qual é protegida por controlos policiais exaustivos. Quem desejar atravessar esta vedação precisa de uma razão muito forte para o poder fazer.
Juntamente com estes acontecimentos, a série revela também uma epidemia que está a afectar o mundo inteiro e que tornará a missão dos protagonistas muito difícil.
É aqui que encontramos a história da família principal, formada por Julia (Olivia Molina), Hugo (Unax Ugalde) e Emilia (Ángela Molina). Esta família luta para recuperar a pequena Marta (Laura Quirós), filha de Hugo, que foi deixada nas mãos do governo.
Esta série conta uma história de sobrevivência e grandes segredos, na qual as personagens principais vão achar a sua missão realmente difícil.

## Elenco

### Principal
- Unax Ugalde – Hugo Mujica
- Olivia Molina – Julia Pérez Noval / Sara Pérez Noval
- Eleonora Wexler – Alma López-Durán
- Abel Folk – Luis Covarrubias

Com a colaboração de
- Ángela Molina – Emilia Noval

### Secundário
- Daniel Ibáñez – Alejandro "Álex" Mujica
- Laura Quirós – Marta Mujica Pérez
- Belén Écija – Daniela Covarrubias López-Durán
- Juan Blanco – Carlos Castillo
- Yaima Ramos – Manuela
- Elena Seijo – Rosa
- Manu Fullola – Coronel Enrique Jiménez
- Ángela Vega – Begoña Sánchez
- Cristina Soria – Enfermera (episódio 1 - episódio 4; episódio 6 - episódio ¿?)
- Pilar Bergés – Funcionaria registro (episódio 1; episódio 3)
- Óscar de la Fuente – Fernando Navarro (episódio 1 - episódio 2; episódio 4 - episódio 13)
- Marcelo Converti – Alejo López-Dávila (episódio 6; episódio 9; episódio 10; episódio 11; episódio 12; episódio 13)
- Berta Castañé – Sol (episódio 1 - Episodio 2)
- Carmen Esteban – Abuela de Sol † (episódio 1 - episódio 2)
- Irene Arcos – Emilia Noval joven (episódio 1; episódio 3)
- Luna Fulgencio – Julia Pérez Noval niña (episódio 1; episódio 6)
- Pere Molina - Jacobo Martínez de los Ríos "Presidente" (episódio 1; episódio 7; episódio 12 - episódio 13)
- Iván Chavero – Sergio Covarrubias López-Durán (episódio 2 - episódio ¿?)
- Alina Nastase – Chica espía † (episódio 3)
- Nicolás Illoro – Iván Covarrubias López-Durán (episódio 3 - episódio ¿?)
- Antonio Arcos – Ladrón † (episódio 6)
- Aitor Bertrán – Álvaro Maiztegui † (episódio 6)
- María Hervás – Clara (episódio 7 - episódio 8)
- Javier Abad – Álvaro Maiztegui (joven) (episódio 8)
- Jaime Zataraín – Luis Covarrubias (joven) (episódio 8)